# Unione Italiana Tiro a Segno
L'Unione Italiana Tiro a Segno (in sigla UITS) è un ente pubblico italiano, che disciplina la pratica sportiva del tiro a segno nonché competente per le attribuzioni previste dalla legge.

## Storia

### Le origini e l'adesione al CONI
La legge 2 luglio 1882, n. 883 istituì il Tiro a Segno Nazionale, organizzato in varie sezioni sul territorio, per volontà di Giuseppe Garibaldi per consentire a tutti i cittadini italiani di addestrarsi all'uso delle armi da fuoco. Poco dopo, nel 1885, venne costituita a Roma la Federazione del tiro a segno e nel 1894 diede origine alla Commissione Centrale del Tiro a Segno Nazionale, trasformatasi il 26 maggio dello stesso anno in Unione dei Tiratori Italiani. La disciplina del TSN fu parzialmente integrata e modificata con il regio decreto 8 luglio 1883, n. 1522, il quale precisava che le armi di utilizzo presso le varie sezioni dovessero essere i fucili d'ordinanza dell'esercito e che il tiro dovesse essere eseguito secondo le istruzioni in uso al regio esercito.
L'11 novembre 1910 l'associazione prese il nome di Unione Italiana Tiro a Segno e si affiliò all'International Shooting Sport Federation. Nel 1919 entrò a far parte del CONI. 
Dopo la prima guerra mondiale, cominciò ad attivare in alcune sezioni dei corsi per il maneggio delle armi.

### Il ventennio fascista
Con l'avvento del regime fascista ne vennero modificate le finalità; venne posta alla diretta dipendenza della Presidenza del Consiglio dei Ministri per le finalità prevalentemente sportive, mentre per le attribuzioni relative all’istruzione premilitare e postmilitare alla Milizia Volontaria per la Sicurezza Nazionale.
La legge 17 aprile 1930, n. 479 prevedeva l'istituzione di una sezione del tiro a segno nazionale in ogni provincia previo raggiungimento di 100 iscritti, il
Regio decreto legge 16 dicembre 1935, n. 2430,  convertito in legge con modifiche dalla legge 4 giugno 1936, n. 1143 istituì l'"Unione Italiana Tiro a Segno" indicando fra i compiti di tale ente l'addestramento al tiro dei soggetti tenuti agli obblighi di istruzione militare nonché di tutti coloro che volessero ottenere una licenza di porto d'armi.
Inoltre i poligoni di tiro e le strutture delle associazioni locali vennero dichiarate immobili parte del demanio militare che le sezioni dell'UITS erano autorizzate ad utilizzare a titolo gratuito.
Durante la seconda guerra mondiale l'amministrazione dell'UITS venne sciolta e fu nominato un commissario straordinario alla diretta dipendenza del Ministero della guerra.

### La riorganizzazione del dopoguerra
Al termine della guerra, con un decreto del 30 marzo 1947, fu nominato un Consiglio di amministrazione provvisorio composto da membri del Ministero della Difesa, Ministero dell'Interno, del CONI, dell'UITS e delle Sezioni locali di Tiro a Segno Nazionale.
Per riavere un consiglio di amministrazione eletto fu necessario attendere il decreto del presidente della Repubblica dell'11 novembre 1974 che fissò la struttura degli organi di amministrazione dell'UITS (presidente e quattro - poi portati a cinque - consiglieri eletti; tre consiglieri di nomina ministeriale) e delle Sezioni di TSN (tre o cinque consiglieri eletti secondo il numero degli iscritti; un delegato dell'UITS e un delegato del Comune).
Nel 1981 venne approvato lo Statuto dell'UITS, che divenne un ente pubblico posto sotto la vigilanza del Ministero della Difesa e contemporaneamente una Federazione sportiva nazionale, organo del CONI; con questo statuto i soci delle Sezioni TSN vennero divisi in due categorie: i soci d'obbligo (iscritti per disposizione di legge) e i soci volontari (iscritti per praticare lo sport del tiro o per diletto).

### La riforma del 2008
La legge 24 dicembre 2007 n. 244 (legge finanziaria per l'anno 2008), emanata durante il governo Prodi II, aveva disposto l'abolizione dell'UITS e sanciva di fatto la sua trasformazione in semplice federazione sportiva affiliata al CONI. Prima però che l'abolizione diventasse effettiva, il decreto legge 25 giugno 2008 n. 112 poi convertito in legge, ha annullato quanto stabilito nella legge finanziaria, salvando di fatto lo status di ente pubblico dell'UITS. La disciplina dell'ente venne poi ridefinita dal D.P.R. 12 novembre 2009 n. 209 ("Regolamento di organizzazione dell'Unione italiana tiro a segno (UITS)), emanato ai sensi dell'art. 26 comma 1 del decreto-legge 25 giugno 2008, n. 112.

## Caratteristiche
Benché abbia tutte le caratteristiche di una federazione sportiva e sia affiliata tanto al CONI quanto alla federazione internazionale di tiro sportivo, dal punto di vista giuridico è un ente pubblico posto sotto la vigilanza del Ministero della difesa; quest'ultimo si occupa del coordinamento delle attività di circa le 300 sezioni del Tiro a Segno Nazionale presenti nel territorio italiano.
Il controllo sulla rispondenza alle normative di sicurezza nei poligoni di tiro dell'UITS è esercitato dall'arma del genio, la quale rilascia le autorizzazioni e le omologazioni necessarie per il loro funzionamento. Agli iscritti è rilasciato un documento detto Carta di riconoscimento, soggetta a vidimazione annuale da parte dell'ufficio territoriale di governo competente.

## Organi
Ai sensi del D.P.R. 209/2009 sono organi dell'ente:
1. il presidente nazionale;
2. l'assemblea nazionale;
3. il consiglio direttivo;
4. il consiglio di presidenza;
5. il collegio dei revisori dei conti.

Il presidente nazionale è eletto dall'assemblea nazionale dell'UITS e nominato, su proposta della medesima, dal Ministro della difesa. Ha la rappresentanza legale dell'ente ed è responsabile del suo funzionamento.
L'assemblea nazionale è composta dai rappresentanti delle sezioni TSN, con diritto di voto, nonché da altri membri indicati nello statuto.

## Competenze e funzioni
L'UITS si occupa:
- della tenuta dei corsi di tiro, teorici e pratici, ai fini del rilascio della certificazione di idoneità all'uso delle armi da fuoco, necessario per coloro che effettuano servizio armato presso enti pubblici e privati, o che vogliano comunque ottenere una licenza di porto d'armi.[6]
- dell'attività formativa dei soggetti obbligati ad aggiornamento periodico nell'utilizzo di armi da fuoco (come ad esempio guardie particolari giurate e forze di polizia italiane);
- della direzione di tiro ludico e accademico;
- della direzione di gare.

L'attività di addestramento viene svolta sotto la responsabilità dei direttori e degli istruttori di tiro. Queste figure vengono autorizzate a svolgere tale attività dal sindaco  del comune italiano di residenza, previo accertamento dell'idoneità tecnica - tramite certificazione rilasciata dal Presidente della locale sezione del TSN - fisica e morale (assenza di precedenti penali conclusi o pendenti).
Gestisce inoltre i campi di tiro a segno realizzati a spese dello Stato (che sono considerati ai sensi della legge facenti parte del demanio) e i poligoni di tiro delle sezioni sul territorio nazionale.

## Premi e riconoscimenti
La nazionale italiana di tiro (comprendente il tiro a segno e il tiro a volo) ha conquistato ai Giochi olimpici oltre trenta medaglie, conquistandone almeno una in ogni edizione a partire da Melbourne 1956.
Nella tabella che segue sono evidenziate le 14 medaglie conquistate nel tiro a segno alle olimpiadi. In corsivo le medaglie al femminile.
| Edizione               | Oro               | Argento                         | Bronzo             | Totale |
| ---------------------- | ----------------- | ------------------------------- | ------------------ | ------ |
| Los Angeles 1932       | Renzo Morigi      |                                 | Domenico Matteucci | 2      |
| Berlino 1936           |                   |                                 |                    |        |
| Londra 1948            |                   |                                 |                    |        |
| Helsinki 1952          |                   |                                 |                    |        |
| Melbourne 1956         |                   |                                 |                    |        |
| Roma 1960              |                   |                                 |                    |        |
| Tokyo 1964             |                   |                                 |                    |        |
| Città del Messico 1968 |                   |                                 |                    |        |
| Monaco di Baviera 1972 |                   |                                 |                    |        |
| Montréal 1976          |                   |                                 | Roberto Ferraris   | 1      |
| Mosca 1980             |                   |                                 |                    |        |
| Los Angeles 1984       |                   | Edith Gufler                    |                    | 1      |
| Seul 1988              |                   |                                 |                    |        |
| Barcellona 1992        |                   |                                 |                    |        |
| Atlanta 1996           | Roberto Di Donna  |                                 | Roberto Di Donna   | 2      |
| Sydney 2000            |                   |                                 |                    |        |
| Atene 2004             |                   | Valentina Turisini              |                    | 1      |
| Pechino 2008           |                   |                                 |                    |        |
| Londra 2012            | Niccolò Campriani | Niccolò Campriani; Luca Tesconi |                    | 3      |
| Rio de Janeiro 2016    | Niccolò Campriani |                                 |                    | 2      |
| Rio de Janeiro 2016    | Niccolò Campriani |                                 |                    | 2      |
| Parigi 2024            |                   | Federico Nilo Maldini           | Paolo Monna        | 2      |
|                        | 5                 | 5                               | 4                  | 14     |